# Digitally controlled oscillator
Een digitally controlled oscillator, afgekort DCO, is een analoge oscillator waarbij de toonhoogte wordt bepaald op basis van digitale technieken.
Bij bepaalde klassen analoge synthesizers vanaf ongeveer de jaren 1980 vindt de geluidsopwekking plaats door middel van DCO's. Bij oudere (maar zeker ook nieuwe) analoge synthesizers wordt de geluidsopwekking gerealiseerd met VCO's (voltage-controlled oscillators), analoge toongeneratoren, waarbij er een directe relatie is tussen een stuurspanning en de opgewekte frequentie. De frequentie van het door een DCO opgewekte signaal wordt afgeleid van de klokfrequentie van een snel kloksignaal, waardoor de frequentie zeer nauwkeurig bepaald kan worden en ook zeer stabiel is.

## Voor- en nadelen
In de praktijk zijn er voor- en nadelen aan te wijzen van DCO's in relatie tot VCO's.
- Een analoge synthesizer met VCO's kan ontstemd raken bij wisselingen in temperatuur. Het verband tussen stuurspanning en toonhoogte is door toleranties in de gebruikte onderdelen niet exact bepaald en ook nog temperatuurafhankelijk. Bij de bouw moet een analoge synthesizer met VCO's uitgebreid afgeregeld worden om "zuiver" te kunnen klinken. Met name op een "koud" podium moet een oudere analoge synthesizer vaak eerst opwarmen voordat de correcte stemming wordt bereikt. Een analoge synthesizer met DCO's heeft hier geen last van.
- Dat VCO's warmer zouden klinken dan DCO's is een mythe. Een goed voorbeeld hiervan is te vinden bij de Juno 6/60 en 106 series van Roland. Daarvan werd ook lang door velen beweerd dat de 60/6 warmer klonken, omdat ze een VCO zouden hebben. Later werd echter steeds meer duidelijk dat de 60/6 ook een DCO hadden. Het andere klankkarakter werd onder andere door het andere filter veroorzaakt. Niet door gebruik van DCO's. Er zijn wel verschillende ontwerpen bij zowel DCO's als ook VCO's, waarbij sommige beter in de smaak vallen. Het enige probleem bij DCO's is wel dat de inzet van een goedklinkende ringmodulator moeilijker is te realiseren.[1]
- Aansturing van een VCO kan traploos gebeuren (via bijvoorbeeld analoge potmeters), terwijl aansturing van een DCO, vanwege de vaste klokfrequentie die als basis dient voor de toonhoogte, altijd in discrete stapjes moet gebeuren. Bij te weinig stapjes zorgt dit voor wat beperktere mogelijkheden.

## Enkele voorbeelden van bekende DCO synthesizers
Roland Juno 6, 60 en 106, JX-3P, JX-8P, JX-10, Elka Synthex, diverse Akai, Kawai en Oberheim synthesizers.

## Techniek
Het basisprincipe van een DCO gaat uit van een zeer hoge klokfrequentie (hoger dan een megahertz) die naar behoefte naar een lagere frequentie wordt omgezet. Deze lagere frequentie komt overeen met de uiteindelijke toonhoogte en wordt gebruikt om een analoge oscillator telkens te herstarten. Normaal doet een VCO dit zelf aan het eind van zijn golfvorm-cyclus. De stabiele klok bepaalt bij een DCO dus de lengte van de golfvorm en daarmee de frequentie die de analoge oscillator opwekt.

## NCO
Een DCO wordt vaak verward met een NCO (numerically controlled oscillator). NCO's, echter, genereren de eigenlijke golfvorm op digitale wijze, dus bijvoorbeeld middels een DAC. De overeenkomst is dat in beide gevallen de frequentie wordt bepaald door een snelle klok die wordt opgedeeld in lagere frequenties gerelateerd aan de uiteindelijke toonhoogte.